# 常村乡
常村乡是中国河南省平顶山市叶县下辖的一个乡。

## 行政区划
常村乡下辖：文庄村、文集村、月台村、栗林店村、养凤沟村、孤山村、府君庙村、石院墙村、毛洞村、和平岭村、刘东华村、瓦房庄村、常村、西柳树王村、下马庄村、暖泉村、艾小庄村、李家庄村、金沟村、金龙嘴村、大娄庄村、大毛庄村、柴巴村、五间房村、响堂村、黄湾村、西刘庄村、孤古岭村、葛河村、中马村、杨林庄村、南马庄村、李九思村、马顶山村、罗圈湾村、赵岭村、尹湾村。